# سعد المولد
سعد المولد، لاعب كرة قدم سعودي، يلعب في خط الهجوم في نادي الجيل.

## مسيرة اللاعب
لعب في نادي الشباب ونادي الفيصلي ونادي الجيل.

## روابط خارجية
- سعد المولد على موقع Soccerway.com (الإنجليزية)